# 阿拉马兹德
阿拉马兹德(Aramazd)是亚美尼亚前基督教时期神殿中的最高神，在与波斯人发生文化交流后，亚美尼亚人将拜火教的阿胡拉·馬茲達认同为他们自己的主神，使得阿拉马兹德被从神殿的主神位上移走。 阿拉马兹德被认为是所有男神和女神的父亲，天地的创造者。他名字的前两个字母- AR - 是太阳、光和生命的印欧语字根。他是大地上万物生育之源。庆祝他的活动被称为“阿马诺尔”(Amanor)、或新年，是老亚美尼亚历的3月21日(也是春分日)。阿拉马兹德是个合一神，是亚美尼亚本地传奇人物阿里和伊朗阿胡拉·馬茲達的组合。在希腊化时期阿拉马兹德在亚美尼亚堪比希腊宙斯。阿拉马兹德的主要圣殿在阿尼(现在土耳其境内的卡马赫)，古亚美尼亚的文化和行政中心。该神庙毁于基督教成为亚美尼亚国教后的公元3世纪末。

## 参阅资料
1. ↑  《世界神话辞典》：第471页，辽宁人民出版社，1989年